# ابرمشتری

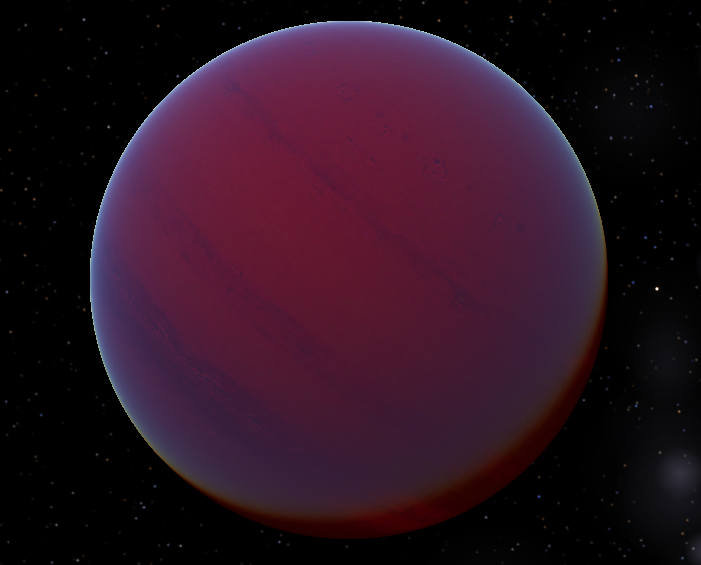
اَبَرهرمز

اَبَرهرمز (به انگلیسی: Super jupiter) یک برآخت اخترشناختی است که پرجرم‌تر از سیاره هرمز (مشتری) است. برای نمونه، همدم‌ها در سیاره کوتوله قهوه‌ای ابرهرمز خوانده شده اند، همچون پیرامون ستاره کاپا آندرومدا.